# 무성 치경 설측 마찰음
무성 치경 설측 마찰음(無聲 齒莖 舌側 摩擦音)은 자음의 종류 중 하나다. 국제 음성 기호에서는 이 소리를 ɬ로 나타낸다.

## 발음의 예
- 코사어, 몽어, 소토어, 줄루어: hl에서 이 소리가 난다.
- 웨일스어: ll에서 이 소리가 난다.
- 푸셴어: 힝화 로마자 표기의 s에서 이 소리가 난다.
- 총가어: hl과 hlw에서 이 소리가 난다. hlw는 순음화 자음이다.

## 같이 보기
- 유성 치경 설측 마찰음
- 무성 치경 설측 파찰음